# Anders Johansson (komiker)

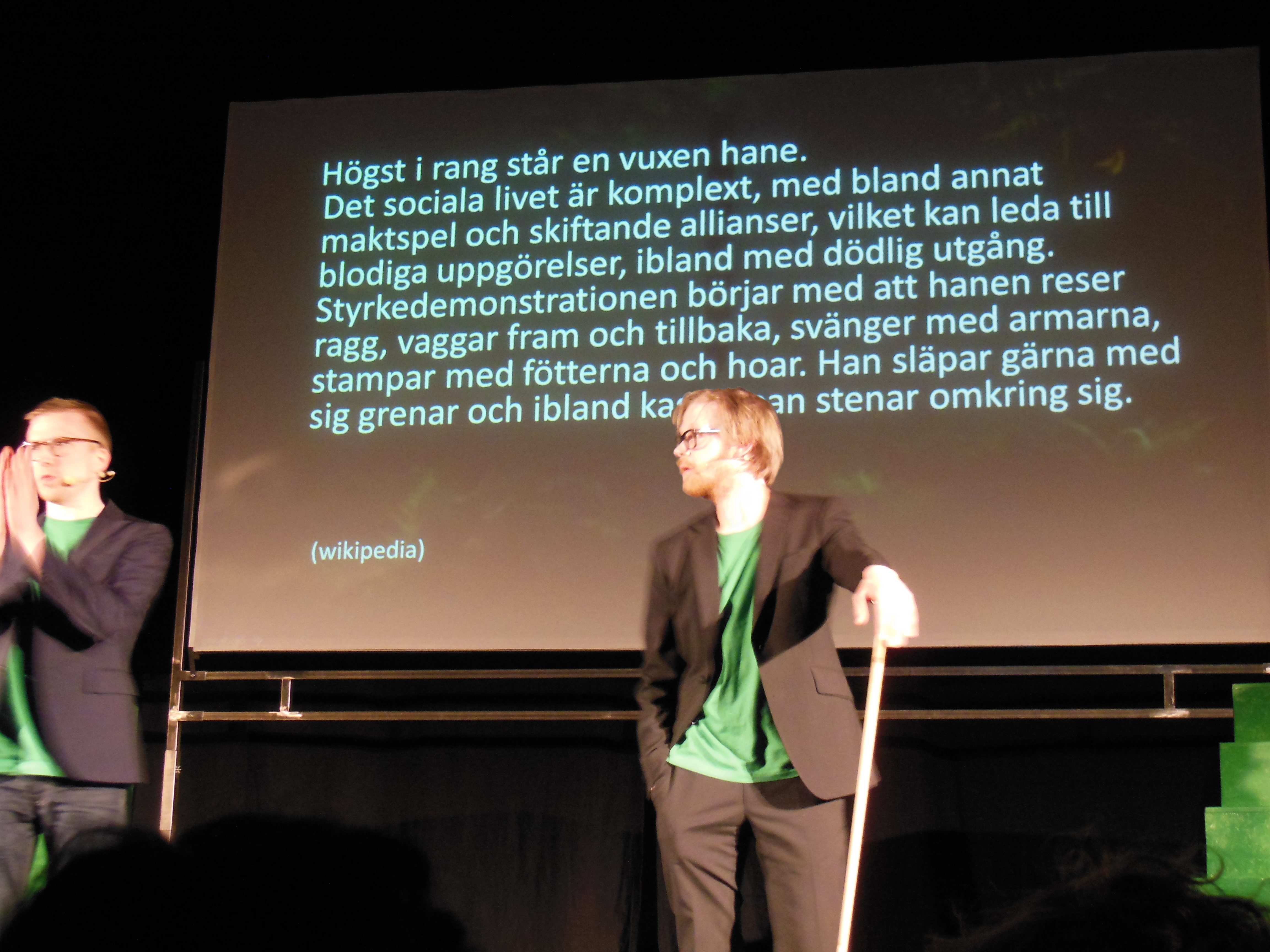
Anders Johansson (till höger) och Måns Nilsson (till vänster) i föreställningen Primater med topplån. På duken bakom projiceras ett utdrag ur Wikipediaartikeln Schimpans.

Anders "Ankan" Mattias Roland Johansson, född 4 maj 1974 i Landeryds församling i Linköping, är en svensk komiker, programledare och skådespelare med karakteristisk östgötsk dialekt som kännetecken. Han är ena halvan av komikerduon Anders och Måns, där andra halvan utgörs av Måns Nilsson. Johansson har bland annat medverkat i radioprogrammet Så funkar det, i podden fråga Anders och Måns, och i TV-programmen Anders och Måns, Bäst i test och SVT:s julkalender Skägget i brevlådan.

## Biografi
Johansson växte upp i Vidingsjö i Linköping där han under skolåren spelade elbas i punkbandet Snoddas tillsammans med Lars Winnerbäck, Staffan Palmberg och Tomas Öhman. Förutom elbas kan han spela bland annat gitarr, trombon och barytonhorn.
Under studietiden vid Lunds universitet studerade han psykologi, sociologi och tyska. Johansson var också aktiv i bland annat Wermlands nations spexensemble, Lunds nya Studentteater och Radio AF. Det var under ett spex han lärde känna Måns Nilsson, och det var Måns Nilsson som etablerade smeknamnet "Ankan". Från Radio AF gick han vidare och blev programledare i P3-programmen Så funkar det och Wallraff (där han bland annat gjorde rollfiguren Hans af Klas). Han har även medverkat i karnevalsfilmen Vaktmästaren och professorn (2002), tv-programmet Tredje makten, Anders och Måns i SVT2 och 100 höjdare i Kanal 5.
Under 2005 spelade Johansson krogshower i Malmö, Stockholm och Göteborg tillsammans med En svensk TV-orkester, Måns Nilsson och Sanna Persson, och var också fredagsvärd i Morgonpasset i P3  fram till den 13 januari 2006. Under hösten 2006 sändes Fråga Anders och Måns i SVT2.
Under 2007 var Johansson tillsammans med Patrik Ehrnst programledare för humorprogrammet Starkt material i P3. Den 18 januari 2008 var han programledare för P3 Guld. Under våren 2008 sändes barnprogrammet "Fiska med Anders" i SVT1, där Anders Johansson och 12-åriga Agnes Alriksson reste runt i södra Sverige på jakt efter bland annat hummer, ål, gädda och öring. Under hösten 2008 var han dubbelt aktuell i SVT, dels som Lage i julkalendern Skägget i brevlådan, dels som programledare för Djursjukhuset.
Under 2010 var Johansson aktuell i SVT-serien Succéduon, tillsammans med just Måns Nilsson.
I sin gamla hemstad Linköping har Anders Johansson hedrats genom att (liksom gamle kamraten Lars Winnerbäck) få sitt namn på en av stadsbussarna.
Han är också med i Malmö FF:s studioprogram Snett inåt bakåt, där han tillsammans med Simon Svensson och Magnus Erlandsson diskuterar hur Malmös fotbollslag bäst ska nå framgångar ur ett humoristiskt perspektiv.
År 2014 medverkade Anders Johansson i barnprogrammet Stjärnhoppningen. Från oktober 2015 har Johansson spelat huvudrollen som Stig-Helmer Olsson i urproduktionen av musikalen Sällskapsresan på Nöjesteatern i Malmö. Denna är baserad på den populära filmen Sällskapsresan från 1980.
I filmen Se upp för Jönssonligan från 2020 spelade han rollen som Ragnar Vanheden. Samma år vann han det svenska humorpriset på Barncancergalan i kategorin Årets manliga komiker.

## Medieproduktioner

### TV, film och radio
- 1998 – 2000 - Wallraff
- 2001 – 2003  — Så funkar det
- 2002 – 2003 — Anders & Måns
- 2006 – Fråga Anders och Måns (TV-serie)
- 2008 – Skägget i brevlådan (TV-serie)
- 2008 – Djursjukhuset (TV-serie)
- 2010 – Anders och Måns (TV-serie)
- 2012 – Fiska med Anders (TV-serie)
- 2014 – Stjärnhoppningen (TV-serie)
- 2014 – Fiska med Anders (TV-serie)
- 2016 – Skolan (TV-serie)
- 2017 – Parlamentet (TV-serie)
- 2018 – På spåret (TV-serie)
- 2018–2020 – Parlamentet (TV-serie)
- 2019 – Släng dig i brunnen (TV-serie)
- 2020 – Bäst i test (TV-program)
- 2020 – Se upp för Jönssonligan
- 2021 – Bert (TV-serie)
- 2023 – LOL: Skrattar bäst som skrattar sist (TV-serie)
- 2024–2025 – Rostiga roadtrips (TV-serie)
- 2025 – Kiosken (TV-serie)

## Teater

### Roller
| År   | Roll                    | Produktion                                    | Regi           | Teater              |
| ---- | ----------------------- | --------------------------------------------- | -------------- | ------------------- |
| 2015 | Stig-Helmer             | Sällskapsresan Bengt Palmers och Jakob Skarin | Anders Albien  | Nöjesteatern        |
| 2016 | Stig-Helmer             | Sällskapsresan Bengt Palmers och Jakob Skarin | Anders Albien  | Chinateatern        |
| 2018 | Professor Waldemar Palm | Fars lilla tös Franz Arnold och Ernst Bach    | Anders Aldgård | Fredriksdalsteatern |